# Ormyrus australis
Ormyrus australis är en stekelart som beskrevs av Jean Risbec 1957. Ormyrus australis ingår i släktet Ormyrus och familjen kägelglanssteklar.
Artens utbredningsområde är Réunion. Inga underarter finns listade i Catalogue of Life.